# Lytle
Lytle – miasto w Stanach Zjednoczonych, w stanie Teksas, w hrabstwie Atascosa.